# Джон Нетлс
Джон Нетлс (англ. John (Jim) Vivian Drummond Nettles, нар. 11 жовтня 1943, Сент-Остелл, Корнуолл, Англія) — британський актор, історик та письменник, який став відомим завдяки ролі старшого інспектора Тома Барнебі в детективному серіалі «Убивства в Мідсомері».

## Біографія
Джон Нетлс народився в місті Сент-Остелл, графство Корнуолл, у 1943 році. Одразу після народження він був усиновлений тесляром Еріком Нетлсом та його дружиною Ельзою.
Джон навчався у місцевій гімназії Сант-Остелла. Коли йому виповнилось сім років, він дізнався, що його біологічною матір'ю була ірландка — католичка, котра працювала нянькою в Англії під час Другої світової війни. Після нелегальних пологів її помістили в психіатричну лікарню, де вона й померла від туберкульозу у віці 28 років. Нетлс ніколи не знав, хто його батько, проте він дізнався, що в нього є брат і дві сестри.
У 1962 році Нетлс виграв стипендію на навчання в університеті Саутгемптона, де вивчав історію та філософію. Саме у Саутгемптоні юнак вперше виявив свій талант у акторському мистецтві та взяв участь у декількох аматорських постановках. Після закінчення навчання Джон Нетлс працював деякий час викладачем.
Театральна кар'єра Нетлса розпочалася з Королівського театру в Лондоні. З 1967 по 1970 роки він з'являвся на різних сценах, в тому числі в Саутгемптоні, Брістолі й Стратфорді.
У 1970-ті роки Джон Нетлс продовжив свою акторську діяльність на телебаченні. Справжній успіх прийшов до нього у 1983 році, коли актор з'явився на екранах як сержант Джима Бержерак, головний герой популярного телесеріалу «Бержерак». Він продовжував зніматися в цьому фільмі аж до 1993 року. Крім телевізійної діяльності, Джон Нетлс в ці роки також працював ведучим на радіо.
З 1997 року і по 2010 рік Джон стає відомим глядачеві як головний інспектор Том Барнебі з популярного детективного серіалу «Суто англійські вбивства».

## Особисте життя
Джон одружився зі своєю першою дружиною Джойс у 1966 році, а розлучився з нею 1979 року. Від першого шлюбу в нього народилася донька Емма (1970). У липні 1995 року він вдруге одружується. Цього разу з Кетрін Сілей, з якою познайомився під час презентації пантоміми.
Джон Нетлс живе з сім'єю у графстві Девоншир. Він регулярно їздить у своє улюблене місто Джерсі, де живе і працює співробітником поліції донька Емма. Нетлс також є автором книг — «Джерсі Бержерака» (1988), «Джерсі Джона Нетлса» (1992) та «Нагота в громадському місці» (1991).

## Фільмографія
- Чесна принцеса (відео) (2003)
- Собака Баскервілів (ТБ) (2002)
- Пастка для туриста (1998)
- The Millennium Time-bomb (1998)
- Полювання (1997)
- Суто англійські вбивства (серіал) (1997—2008)
- Всі люди смертні (1995)
- Ромео і Джульєтта (ТБ) (1994)
- French and Saunders (серіал) (1987—2004)
- Дар (серіал) (1986—1992)
- Робін Гуд (серіал) (1984—1986)
- Бержерак (серіал) (1981—1991)
- Венеціанський торговець (ТБ) (1980)
- Арнем: Історія втечі (ТБ) (1976)
- Пригоди Чорного Красунчика (серіал) (1972—1974)
- Сім'я на війні (серіал) (1970—1972)
- Ще один раз (1970)
- Червоне, Біле, Чорне (1970)